# Roel Moors
Roel Moors (* 16. Dezember 1978 in Herentals) ist ein ehemaliger belgischer Basketballspieler und heutiger -trainer.

## Laufbahn

### Spieler
Moors begann seine Karriere als Profibasketballer 1996 bei Nieuw Brabo Antwerp. 1997/98 spielte er bei Bree BBC, 1999 bei Cuva Houthalen, 1999/2000 bei Excelsior Brüssel in den unteren belgischen Ligen. 2000 gelang ihm mit dem Wechsel zu Racing Basket Antwerpen der Sprung in die höchste belgische Basketballliga, die Ethias League. 2002 bis 2006 und noch einmal 2007/08 spielte er für Spirou BC Charleroi und gewann mit dem Verein jeweils zweimal die belgische Meisterschaft und den belgischen Basketballpokal. 2006/07 spielte er beim französischen Erstligisten ASVEL Lyon-Villeurbanne, 2007 kehrte er nach Belgien zurück und spielte für die Leuven Bears. 2008/09 spielte er für Optima Gent. 2009 wechselte er zu den Antwerp Giants, wo er 2015 seine aktive Spielerkarriere beendete. Während der Zeit bei den Giants spielte er auch für die belgische Basketballnationalmannschaft bei den Basketball-Europameisterschaften 2011 in Litauen und 2013 in Slowenien.
Moors spielte meist als Point Guard, seine Rückennummer war die 4.

### Trainer
Nach dem Ende seiner Spielerkarriere blieb Moors zunächst als Trainerassistent, ab November 2015 als Cheftrainer bei den Antwerp Giants. 2016 gelang ihm mit den Giants der Gewinn des belgischen Superpokals gegen Telenet Oostende. In der Champions League 2019 erreichten die Giants das Halbfinale und schlugen im Spiel um den dritten Platz Brose Bamberg.
Am 20. Juni 2019 wurde bekanntgegeben, dass Moors einen Zweijahresvertrag als Trainer bei Brose Bamberg unterschrieben habe. Im Juni 2020 wurde der Vertrag vereinsseitig aufgelöst. Als Begründung wurde aufgeführt, dass sich die Mannschaft unter Moors nicht wie erhofft entwickelt habe. Zum Zeitpunkt der Unterbrechung des Spieljahres 2019/20 wegen der Ausbreitung von Covid-19 lag Moors mit Bamberg in der Bundesliga auf dem siebten Rang. Beim Saisonschlussturnier im Juni 2020 schied die Mannschaft im Viertelfinale gegen Oldenburg aus. Er wechselte zur BG Göttingen und wurde dort im Sommer 2020 somit Nachfolger seines Bamberger Nachfolgers Johan Roijakkers. In der Saison 2022/23 gelang Moors mit den Veilchen der Einzug ins Bundesliga-Viertelfinale, somit stand der Verein erstmals seit 2011 wieder unter den besten acht Mannschaften der Bundesliga. Anschließend verließ Moors die BG Göttingen.
Ende Juni 2023 gab Bundesligakonkurrent Telekom Baskets Bonn die Verpflichtung des Belgiers bekannt. Am 21. Januar 2025 wurde Moors nach mehreren wettbewerbsübergreifenden Niederlagen freigestellt. Rund einen Monat später übernahm er wieder das Traineramt bei den Antwerp Giants.

## Erfolge und Auszeichnungen

### Als Spieler
- Nummer 4 wird bei den Antwerp Giants nicht mehr vergeben
- 3 × Belgischer Meister: 2003, 2004, 2006
- Belgischer Pokalsieger: 2003
- 4 × Belgischer Spieler des Jahres: 2003, 2004, 2011, 2013

### Als Trainer
- Belgischer-Supercup-Sieger: 2016
- 2 × Basketball League Belgium Trainer des Jahres: 2016, 2019
- Bester Trainer der Champions League: 2019